# Sanguisorba argutidens
Sanguisorba argutidens är en rosväxtart som beskrevs av Takenoshin Nakai. Sanguisorba argutidens ingår i släktet storpimpineller, och familjen rosväxter. Inga underarter finns listade i Catalogue of Life.